# Roter Mainsandstein

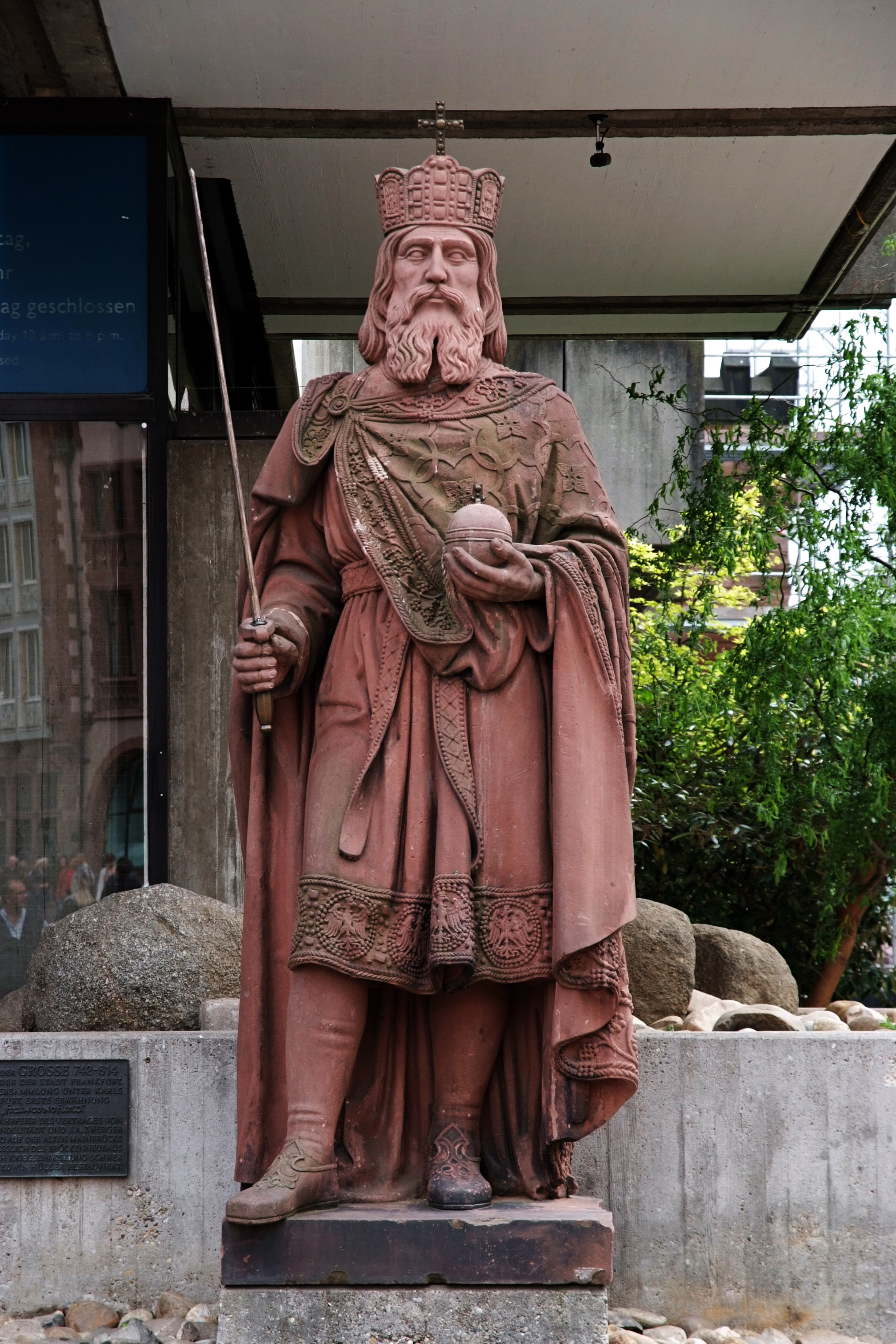
Karl der Große aus Rotem Mainsandstein vor dem Altbau des Historischen Museum in Frankfurt von Johann Nepomuk Zwerger

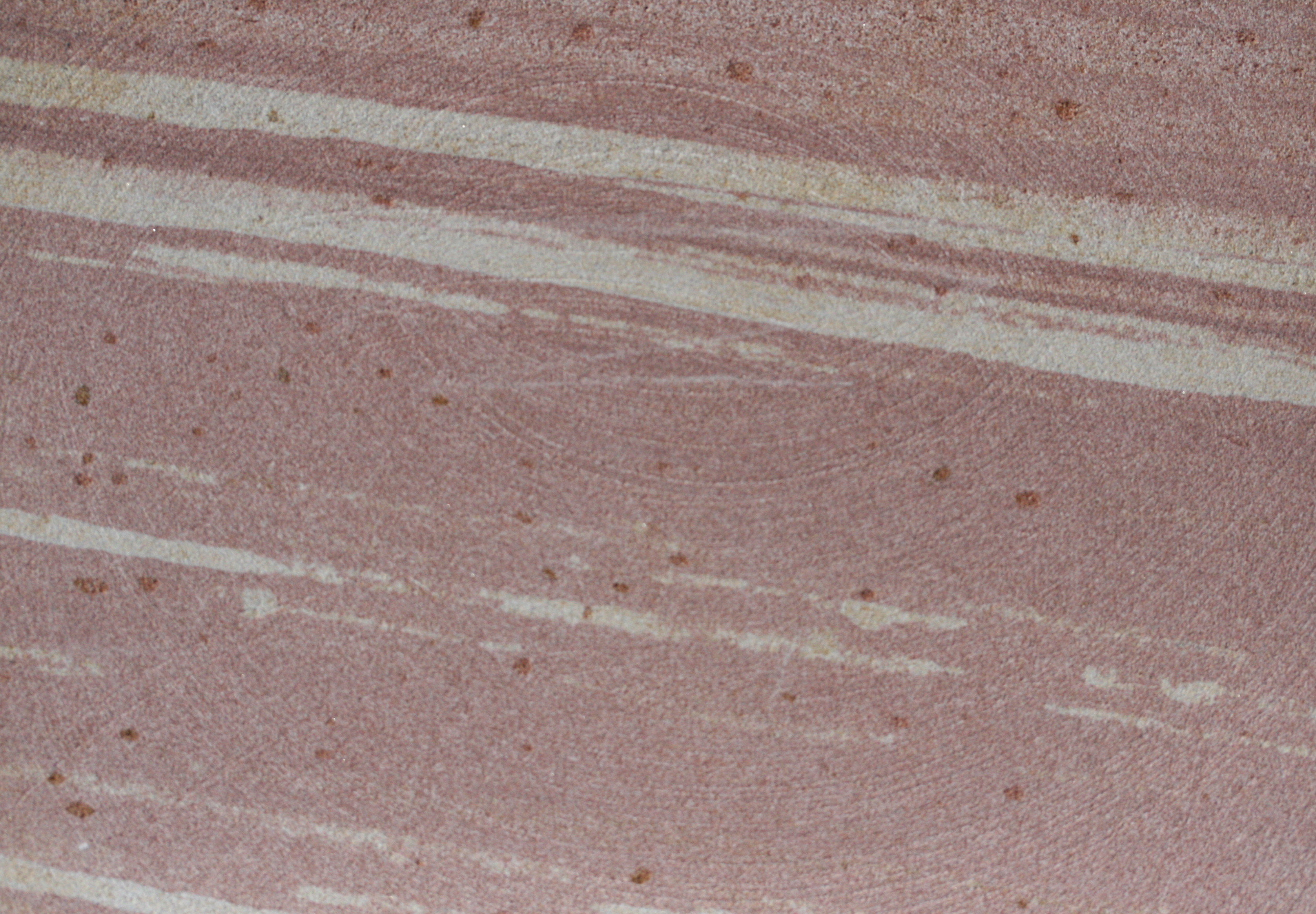
Miltenberger Sandstein mit typischem Gefüge

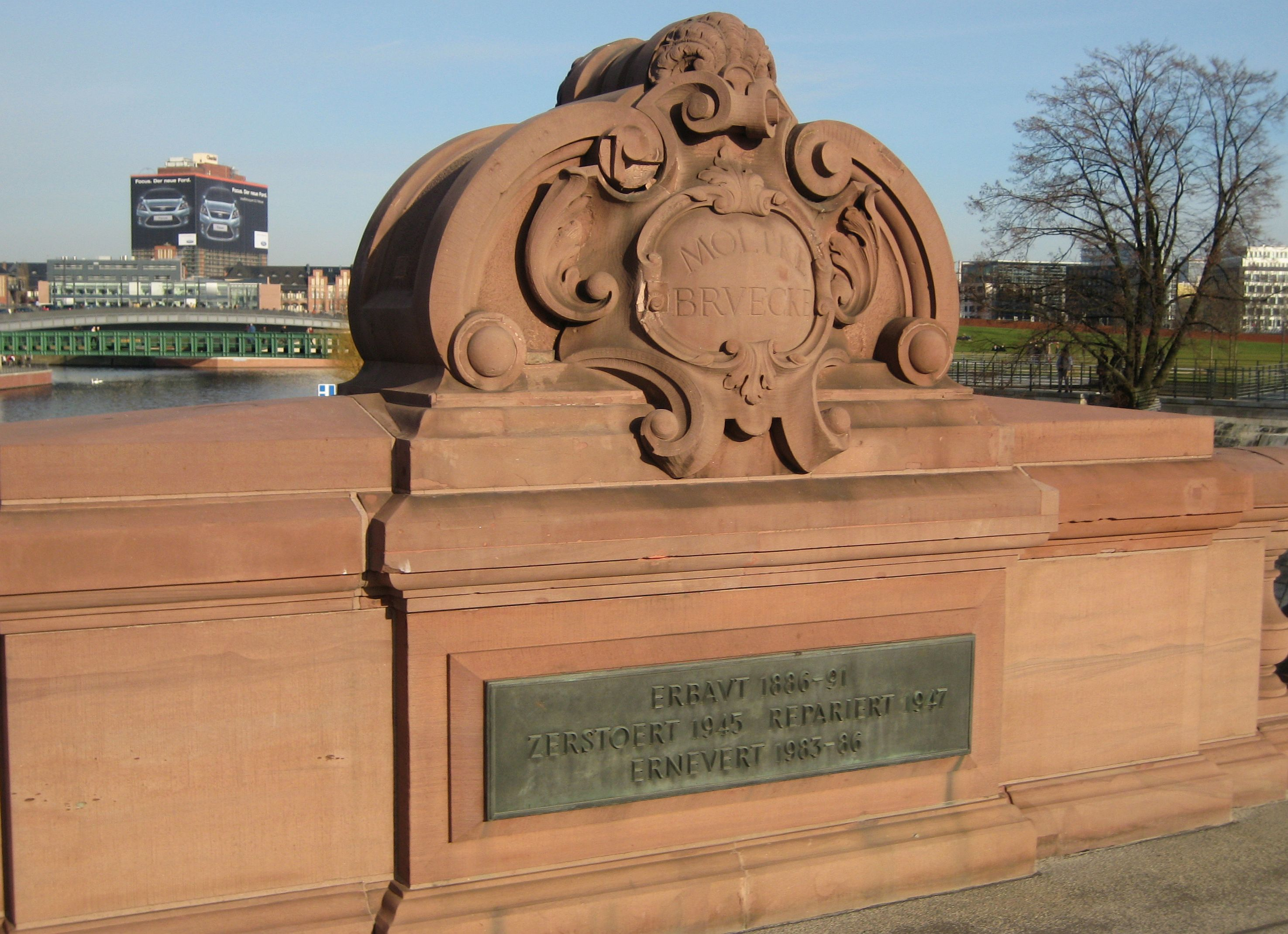
Moltkebrücke in Berlin aus Rotem Mainsandstein

Roter Mainsandstein kommt am südlichen Mainviereck vor und erstreckt sich vom Spessart im Norden bis zum Odenwald im Westen. Seine Lagerstätten erstrecken sich über die Bundesländern Bayern, Hessen und Baden-Württemberg und sind mit zahlreichen Steinbrüchen erschlossen worden. Dieser Sandstein entstand in der Periode des Buntsandsteins.

## Mineralogie und Verwendung
Es handelt sich um einen quarzgebundenen Sandstein mit unterschiedlich gefärbten Lagen, die weiß-rot-gestreift oder gleichmäßig rot eingefärbt sein können. In ihm kommen sowohl grobe als auch feine Quarzkörner vor. Die Druckfestigkeit liegt zwischen 700 und 1000 kg/cm².
Der Rote Mainsandstein ist für eine Reihe von historischen Bauten verwendet worden. Heute findet er deshalb sowohl für Restaurierungsarbeiten vielfach Anwendung wie auch als Mauerstein, bei Fassadenplatten, Fußboden- und Treppenbelägen. Diese Sandsteine sind frostfest.
Die feinkörnigen Lagen des Mainsandsteins um Miltenberg, die sogenannten Miltenberger Sandsteine, werden vor allem von Steinbildhauern für Skulpturen, Wappen und ornamentierte Werksteine verwendet.
Der Felssandstein ist rötlich und mittelkörnig und enthält wenig Ton. Der Plattensandstein führt Glimmerlagen, ist feinkörnig und wird vor allem aufgrund seiner Verschleißhärte für Bodenbeläge und Fassadenplatten verwendet.
Dieser Sandstein, so wird behauptet, wird seit der Römerzeit als Baustein verwendet. Zahlreiche Steinbrüche, aus denen der Sandstein gewonnen wurde, sind über Jahrhunderte genutzt worden und heute geschlossen. Teilweise sind sie als Steinbrüche nicht mehr erkennbar, obwohl nahezu jeder Ort am Main die Vorkommen des Roten Mainsandstein in unmittelbarer Ortsnähe gewann und verbaute. Kunsthistorisch besonders wertvoll ist die zirka 16 Tonnen schwere, 6,40 Meter hohe und 1,20 Meter durchmessende Heunensäule am Dom in Mainz, die über 1000 Jahre alt sein soll.

## Vorkommen
Die Mächtigkeit des oberen, mittleren und unteren Buntsandsteins liegt zwischen 500 und 700 Metern. Von Miltenberg bis Dorfprozelten liegt die Mächtigkeit bei 200 Metern. Der Miltenberger Sandstein gehört zum Unteren Buntsandstein in den Grenzbereich von Calvörde- und Bernburg-Formation.
In den 1930er-Jahren wurde der Rote Sandstein noch in zahlreichen Brüchen gewonnen: Miltenberg in Bayern, Wertheim in Baden-Württemberg, Stadtprozelten und Dorfprozelten in Bayern, Freudenberg (Baden) und Rauenberg, Fechenbach und Heubach in Baden-Württemberg, Mömlingen, Adelsberg bei Gemünden am Main, Gössenheim sowie Reistenhausen in Bayern. Heute sind eine Reihe neuer Steinbrüche im Betrieb.

## Sortennamen und ähnliche Sandsteine
Heute wird der Rote Mainsandstein beispielsweise in Miltenberg als Miltenberger Sandstein, in Wüstenzell als Wüstenzeller Sandstein, in Dietenhan als Dietenhan Rot, in Bürgstadt als Bürgstädter Sandstein, in Dorfprozelten als Dorfprozelten Sandstein und in weiteren Steinbrüchen mit speziellen Sortennamen, die einen Bezug auf den Bruchort nehmen, gewonnen.
Der Neckartäler Sandstein und Odenwälder Sandstein wie auch die Schwarzwälder Buntsandsteine sind praktisch ohne gesteinskundliche Untersuchungen nicht vom Roten Mainsandstein zu unterscheiden.